# 拜多亞

旗帜

拜多亞，又称拜多阿（Baidoa），是索馬里的一个城市，位於該國的西南部，為前往埃塞俄比亞的交通和軍事要點。曾是索马里西南国首都，索马里过渡联邦政府也曾驻扎于此。